# Monique Thiteux Altschul
Monique Thiteux Altschul (8 de mayo de 1938) es Licenciada en Letras (Facultad de Filosofía y Letras – Universidad de Buenos Aires – Argentina), referente del movimiento feminista en Argentina. Hoy se desempeña como Directora Ejecutiva de la Fundación Mujeres En Igualdad M.E.I. Ha sido premiada por distintas organizaciones nacionales e internacionales por el trabajo realizado en torno a los derechos de la mujer.

## Trayectoria
Monique Thiteux-Altschul es Licenciada en Letras (UBA), con tesis dirigida por Jorge Luis Borges, como Directora Ejecutiva de M.E.I trabajó en la dirección de distintos proyectos que consideraron los derechos de las mujeres y la prevención de la violencia. Dirigió el proyecto Mujeres por la Equidad y la Transparencia y coordina la campaña mundial “Un Mundo contra la Trata”, en este marco organizó los Foros de Mujeres contra la Corrupción de los años 2000, 2002, 2008 y 2016.
Lideró la  “Campaña intensiva de prevención de la violencia contra las mujeres, de incidencia ante las autoridades y fortalecimiento del acceso a la justicia en la Ciudad de Buenos Aires y los partidos de Vicente López y San Isidro en la zona Norte del Conurbano”. Así mismo, coordinó el proyecto   “Una voz para 7 temas”;  junto al de “La generación Digital contra las Violencias de género”; “Violencia Nunca! Amor adolescente”; “Empoderando a las mujeres jóvenes en las fronteras: violencias de género y trata humana” y  “Por una pedagogía de la Seguridad Vial con equidad social y de género”.

## Exposición Mitominas
Monique Thiteux Altschul fue la impulsora en Argentina de las exposiciones de Mitominas realizadas en el Centro Cultural Recoleta durante la década del ochenta. La primera tuvo lugar en 1986 y la segunda en 1988. Estas exposiciones plasmaron la revisión de los mitos históricos, a través de trabajos con temáticas que cuestionaron cómo la mujer había sido representada a través de mitos y cómo esa representación era naturalizada a nivel social. En Mitominas 1 (1986) se abordaron los mitos grecolatinos y los mitos latinoamericanos, y en Mitominas 2 (1988) se expusieron obras en relación con la sangre, temáticas como el SIDA, la violencia de género y la fecundación asistida. En el 2016 bajo la dirección de Monique y Maria Laura Rosa, se homenajearon en el Centro Cultural Recoleta los 30 años de Mitominas con exposiciones que incorporaron nuevas temáticas como la trata, las disidencias sexuales, el género y la corrupción.

## Reconocimientos
- 2016 “Emprendedora social del año”, otorgado por EoY[15]

- 2015 "Personalidad francófona del año"[16]

- 2013 Premio “Alfredo Palacios”[17][18]

- 2012  “Personalidad Destacada de los Derechos Humanos de las Mujeres”[19]

- 2012 "Mujer Destacada 2012 de los Derechos Humanos de las Mujeres”[20][21]
- 2010 Mención 8 de Marzo Margarita de Ponce 2010 – UMA: por su aporte de género a las políticas públicas[22]

- 2009 Premio Dignidad - APDH[23][24]

- 2005 Premio a la trayectoria – Instituto Federal de Políticas Públicas C.A.B.A.[25]
- 2002 “Mujeres del año”, periódico Clarín

- 2001 Premio Agenda de la Mujer/ADEUEM

- 2000 Premio Swami Pranavananda

- 1996 "Mujer Destacada Bonaerense"

- 1995 Premio a Mujeres Destacadas, Centro Municipal de la Mujer Vicente López[26]